# 起家一子
起家一子（おきやいちこ）は、日本のイラストレーター。京都府出身、7月22日生まれ。
主に、ボーイズラブ小説の表紙・挿絵の仕事をしている。1996年7月に『恋は乱調につき』（大槻はぢめ著）の挿絵でデビューし、その後も大槻はぢめの書く小説の挿絵を多く担当した。

## 関連作品

### 少女小説
- 参上! まじかるじゃっく（上原菜乃子著/角川ティーンズルビー文庫）
- 刃をまとう少女（高遠砂夜著/集英社コバルト文庫）
- レヴィローズの指輪シリーズ（高遠砂夜著/集英社コバルト文庫）
- 聖獣王(クロスティア)の花嫁シリーズ（高遠砂夜著/集英社コバルト文庫）
  - 聖獣王の花嫁
  - 剣を継ぐ姫
  - アルティナスの迷宮
  - 破滅を告げる使者
  - 黒衣の王女
  - 闇水晶の檻
  - エルシュローザの矢
  - 螺旋の風
  - リィリィ姫の謀略
- 姫君達の晩餐シリーズ（山咲黒著/エンターブレインB's-LOG文庫）
  - 食前酒は赤い森で
  - 舞踏会の小前菜
  - 猫と前菜
  - 光の平原からはじまる汁料理
  - 吟遊詩人による魚料理
  - 彼方からの氷菓
  - 紡がれた肉料理
  - 王の恋は乾酪のよう
  - 焼き菓子で物語は終わる
- オデットと魔王の宝珠シリーズ（高遠砂夜著/集英社コバルト文庫）
  - オデットと魔王の宝珠
  - オデットと黒薔薇の王冠
  - オデットと秘密の鍵
- 天命の王妃シリーズ(日高砂羽著/集英社コバルト文庫)
  - 占者は未来を描く
  - 占者は光を放つ
  - 占者は龍の夢をみる
  - 占者は北風に惑う
- ショコラの錬金術師シリーズ（高見 雛著/集英社コバルト文庫）
  - ショコラの錬金術師
  - ミルク色の秘薬
- おこぼれ姫と円卓の騎士シリーズ（石田リンネ著/ビーズログ文庫）
  - おこぼれ姫と円卓の騎士
  - 女王の条件
  - 将軍の憂鬱
  - 少年の選択
  - 皇子の決意
  - 君主の責任
  - 皇帝の誕生
  - 伯爵の切札
  - 提督の商談
  - 恋にまつわる四行詩
  - 二人の軍師
  - 臣下の役目
  - 女神の警告
  - 再起の大地
  - 王女の休日
  - 白魔の逃亡
  - 反撃の号令
  - 新王の婚姻

### ボーイズラブ小説
- 恋は乱調につきシリーズ（大槻はぢめ著/アドニスノベルズ）
  - 恋は乱調につき
  - 恋は波乱万丈!
  - 恋する気持ちは波乱万丈!（リーフノベルズ）

アドニスノベルスが絶版になった後、数年後にリーフ出版から完結編が出された。

- 日曜はふたりでシリーズ（大槻はぢめ著/ヴァリオノベルズ）
  - 日曜はふたりで
  - オレたち恋愛中!

- 愛、されちゃいました。シリーズ（大槻はぢめ著/元気ノベルス）
  - 愛、されちゃいました。
  - 恋、しちゃいました。

- Goodtimes & badtimesシリーズ（大槻はぢめ著/花丸文庫）
  - Goodtimes & badtimes
  - Goodtimes & badtimes 2

- お仕置きブラザーズシリーズ（大槻はぢめ著/花丸文庫）
  - お仕置きブラザーズ
  - お仕置きブラザーズおかわりッ!!
  - お仕置きブラザーズそっとだし…
  - お仕置きブラザーズ熱いです

- 恋のワナしかけましょシリーズ（大槻はぢめ著/花丸文庫）
  - 恋のワナしかけましょ
  - 恋のワナにご用心
  - 恋のワナは蜜の味

- 昔、男ありけり…。シリーズ（大槻はぢめ著/花丸文庫）
  - 昔、男ありけり…。
  - 昔昔、ある男に…。

- 金さえあれば!シリーズ（大槻はぢめ著/花丸文庫）
  - 金さえあれば!
  - ちゃんと金さえあれば!
  - もっと、金さえあれば!
  - ご奉仕します金さえあれば!
  - やっぱり世の中金さえあれば!

- だからお願いシリーズ（由比まき著/ラキアノベルズ）
  - だからお願いだまされて
  - だからお願い抱きしめて
  - だからお願いそばにいて

- 紫に抱かれてシリーズ（由比まき著/ラピス文庫）
  - 紫に抱かれて
  - 水に映る月
  - 風に舞う花

- ファンタジックシリーズ（大槻はぢめ著/リーフノベルズ）
  - 眠れる森の王子様
  - 白雪王子
  - 恋の王宮舞踏会
  - 王子の魔法は薔薇のキス
  - 王宮薔薇園で抱きしめて
  - ふしぎの国の王子様

- 悪魔なモラリストシリーズ（天花寺悠著/リーフノベルズ）
  - 悪魔なモラリスト
  - 悪魔なロマンチスト
  - 悪魔なスペシャリスト
  - 悪魔なエゴイスト

- スキの領域（テリトリー）シリーズ（鹿住槇著/角川ルビー文庫）
  - スキの領域（テリトリー）
  - スキまでの距離（ディスタンス）

- 微熱なお年頃シリーズ（大槻はぢめ著/花丸文庫）
  - 微熱なお年頃
  - 微熱な関係

- 艶姿恋変化（大槻はぢめ著/ヴァリオノベルズ）
- 愛のままにワガママに（大槻はぢめ著/ヴァリオノベルズ）
- 愛があるから大丈夫!（大槻はぢめ著/ヴァリオノベルズ）
- 愛してるの続き（大槻はぢめ著/オヴィスノベルス）
- 愛って何だっ!（大槻はぢめ著/オヴィスノベルス）
- 僕らの恋は何かたりない（大槻はぢめ著/オヴィスノベルス）
- 恋するPURE BOY（大槻はぢめ著/オヴィスノベルス）
- 恋愛しましょ（大槻はぢめ著/オヴィスノベルス）
- うそつきの純愛（大槻はぢめ著/元気ノベルス）
- 冷たい仕草は恋の仕業（大槻はぢめ著/元気ノベルス）
- おにいさんといっしょ（大槻はぢめ著/花丸文庫）
- いま、王子様と密談中（大槻はぢめ著/花丸文庫）
- メイド少年は御主人様が命!!（大槻はぢめ著/花丸文庫）
- 執事の息子の憂鬱（大槻はぢめ著/花丸文庫）
- 「好きなら好きっ」て!!（大槻はぢめ著/花丸文庫）
- アップテンポな恋をしよう（大槻はぢめ著/花丸文庫）
- 暴君な優等生（早乙女彩乃著/シャレード文庫）
- 愛してるといってくれ（磯崎なお著/ショコラノベルズ）
- 風より速く走れたら（由比まき著/ショコラノベルズ）
- 求愛するなら勝負の後で（高崎ともや著/リーフノベルズ）
- とびっきりのシチュエーション（大槻はぢめ著/リーフノベルズ）
- ごむたいな僕のプリンス（大槻はぢめ著/リーフノベルズ）
- チャンスは君の手に!水無瀬兄弟の恋愛模様（大槻はぢめ著/リーフノベルズ）
- きっと僕らは恋をする（冬城蒼生著/リーフノベルズ）
- いちごとブルーベリー（姫野百合著/リーフノベルズ）
- 天使の微笑・悪魔の囁き（らんどう涼著/リーフノベルズ）
- 夢みる桜色の魚（神奈木智著/ラキアノベルズ）
- 今宵、おとぎ話の続きを（南原兼著/ラピス文庫）
- ストレートに好きと言って（由比まき著/ラピス文庫）
- 恋愛絶対禁止令!（由比まき著/ラピス文庫）